# مارک هرمن
مارک هرمن (انگلیسی: Mark Herman) زادهٔ ۱۹۵۴ یک کارگردان و فیلم‌نامه‌نویس اهل بریتانیا است. از آثار مهم او می‌توان به ناامیدی (۱۹۹۶) و پسری در پیژامه راه راه (۲۰۰۸) اشاره کرد.

## گزیده آثار کارگردانی
- سرزنش کردن خدمتکار (۱۹۹۲)
- ناامیدی (۱۹۹۶)
- لیتل ویس (۱۹۹۸)
- پسران نیوکاسل (۲۰۰۰)
- امید می‌روید (۲۰۰۳)
- پسری در پیژامه راه‌راه (۲۰۰۸)